# Arturo Bresciani
Pour les articles homonymes, voir Bresciani.
Arturo Bresciani, né le 25 juin 1899 à Vérone (Vénétie) et mort le 17 juin 1948 à Saint-André-d'Allas (Dordogne) est un coureur cycliste italien, professionnel entre 1925 et 1936.

## Palmarès
- 1924
  -  Champion d'Europe contre la montre avec Pizarelli
- 1925
  - Coupe Sangiovanese
  - 2e du Grand Prix de l'Industrie
- 1926
  - Coupe Moradei à Firenze
  - Grand Prix de Pordenone
  - 2e du Championnat d'Italie des indépendants
  - 3e du Tour d'Italie
  - 5e de Milan-San Remo
- 1927
  - 11e étape du Tour d'Italie
  - 4e de Milan-San Remo
  - 6e du Tour d'Italie
- 1929
  - 3e du Tour de Catalogne
- 1932
  - 24 heures de Béziers
- 1933
  - 2e du championnat d'Italie de demi-fond
- 1934
  - 2e du championnat d'Italie de demi-fond
- 1935
  - 3e du championnat d'Italie de demi-fond

## Résultats sur les grands tours

### Tour d'Italie
3 participations
- 1926 : 3e
- 1927 : 6e, vainqueur d'une étape
- 1928 : 27e

### Tour de France
1 participation
- 1925 : 28e